# Studio Super Bear
Le studio Super Bear est un ancien studio d'enregistrement localisé à Berre-les-Alpes, dans le quartier de Super-Berre, dans les Alpes-Maritimes, en France.
Il s’agissait d’un ancien restaurant racheté par un auteur-compositeur anglais, transformé en studio dernier cri par la société Eastlake Audio. 
Super Bear proposait ses commodités aux artistes, ainsi qu'un terrain de tennis et une piscine.
Le studio ouvre ses portes en 1978 et devient très populaire grâce à son cadre. Des artistes internationalement connus tels que Queen (Jazz), Paul McCartney (Tug of War), Elton John (21 at 33) ou Pink Floyd (The Wall) investissent les lieux à la fin des années 1970. Un incendie de forêt aura raison de la bâtisse en 1986.
Reconstruite par la suite, la maison deviendra une galerie picturale puis une maison d'hôtes.  
Quelques artistes ayant enregistré à Super Bear :
Queen, David Gilmour, Rick Wright, Elton John, Paul McCartney, Ringo Starr, Pink Floyd, Kate Bush, The Alan Parsons Project, Francis Cabrel, Dick Rivers, Bijou (album Jamais Domptés, 1981).